# Bamunkumbit (langue)
Ne doit pas être confondu avec Bamunkumbit.
Le bamunkumbit – également connu sous le nom de bamenkombit, bamenkoumbit, bamoukoumbit, bamunkum, bamukumbit, mangkong, mankong – est une langue bantoïde des Grassfields parlée par environ 12 000 personnes (2008) dans la région du Nord-Ouest au Cameroun, dans le département du Ngo-Ketunjia et l'arrondissement de Balikumbat – dont le village de Bamunkumbit proprement dit – au sud-ouest de Ndop et dans la plaine de Ndop.

## Écriture
| Majuscules | A | B | Ch | D | E | Ɛ | Ə | F | G | H | I | Ɨ | J | K | L | M | N | Ŋ | O | Ɔ | Ø | R | Sh | T | U | W | Y | ʼ |
| Minuscules | a | b | ch | d | e | ɛ | ə | f | g | h | i | ɨ | j | k | l | m | n | ŋ | o | ɔ | ø | r | sh | t | u | w | y | ʼ |

La cédille est utilisée avec les lettres de voyelles pour représenter les voyelles nasalisées : ‹ a̧, ɛ̧, ə̧, i̧, ɔ̧, u̧ ›.